# 奧斯卡與露絲達
《奧斯卡與露絲達》（英語：Oscar and Lucinda）是一部1997年的英-美-澳合拍電影，根據彼得·凱里的同名小說改編。

## 製作
電影的主體拍攝於1996年9月2日開始，於英國與澳洲進行製作。

## 影碟發行
目前電影在華語世界只有得利影視於1998年7月31日在香港及澳門發行繁體中文VCD，美國於2005年1月11日推出1區DVD。

## 外部連結
- 互联网电影数据库（IMDb）上《奧斯卡與露絲達》的资料（英文）
- AllMovie上《奧斯卡與露絲達》的资料（英文）
- 爛番茄上《奧斯卡與露絲達》的資料（英文）
- 得利影視香港官網上《奧斯卡與露絲達》的VCD介紹 （繁體中文）
- 開眼電影網上《奧斯卡與露絲達 （页面存档备份，存于）》的資料 （繁體中文）
- 香港外語電影資料網上《奧斯卡與露絲達 （页面存档备份，存于）》的資料 （繁體中文）
- 豆瓣电影上《奧斯卡與露絲達》的資料 （简体中文）